# Tipula penicillata
Tipula penicillata är en tvåvingeart som beskrevs av Alexander 1915. Tipula penicillata ingår i släktet Tipula och familjen storharkrankar. Inga underarter finns listade i Catalogue of Life.